# Hans Bauer (Wirtschaftshistoriker)
Hans Jakob Bauer-Andersen oder Anderson (* 1. Februar 1901 in Basel; † 14. März 1995) war ein Schweizer Wirtschaftshistoriker. 
Bauer studierte Geschichte an der Universität Basel und wurde 1929 durch eine Arbeit mit dem Titel Von der Zunftverfassung zur Gewerbefreiheit in der Schweiz 1798 bis 1874. Ein Beitrag zur schweizerischen Wirtschaftsgeschichte zum Dr. phil promoviert. Danach arbeitete er als Redaktor der Basler National-Zeitung und anschliessend als Mitglied der Generaldirektion des Schweizerischen Bankvereins. Zudem war er Zentralpräsident der Europa-Union und danach deren Schweizer Sektion sowie Meister E.E. Zunft zum Goldenen Sternen. In seinen Schriften befasste er sich u. a. mit der Geschichte der Schweizer Banken.